# Gonyerite
La gonyerite (simbolo IMA: Gye) è un minerale piuttosto raro del gruppo della clorite appartenente alla classe minerale dei "silicati e germanati" con composizione chimica Mn2+5Fe3+(Si3Fe3+O10)(OH)8.

## Etimologia e storia
Il minerale è stato nominato in questo modo nel 1955 da Clifford Frondel in onore di Forest A. Gonyer (1899 - 1971) chimico del dipartimento di mineralogia dell'Università Harvard. Gonyer ha studiato e analizzato chimicamente molte nuove specie minerali senza però essere coautore, tra cui dakeite (nome alternativo della schröckingerite), roweite e salesite.
Il campione tipo è conservato presso l'Università Harvard col numero di catalogo 112842, presso il National Museum of Natural History di Washington con il numero di catalogo 106913 e presso il Museo di storia naturale di Londra con il numero di catalogo 1956, 190-191.

## Classificazione
Nella nona edizione della sistematica dei minerali di Strunz la gonyerite è elencata nella classe "9. Silicati (germanati)" e da lì nella sottoclasse "9.E Fillosilicati"; questa è ulteriormente suddivisa in base alla struttura del minerale in modo tale che la gonyerite possa essere trovata insieme a baileycloro, borocookeite, franklinfurnaceite, glagolevite, nimite, chamosite, clinocloro, cookeite, donbassite, pennantite e sudoite, con le quali forma il sistema nº 9.EC.55.
Tale classificazione viene mantenuta anche nell'edizione successiva, proseguita dal database "mindat.org", chiamata anche Classificazione Strunz-mindat.
Anche la classificazione dei minerali secondo Dana, usata principalmente nel mondo anglosassone, elenca la gonyerite nella classe dei "fillosilicati" e nel gruppo dei "fillosilicati: fogli di anelli a sei membri intercalati 1:1, 2:1 e ottaedri", dove è l'unico membro del sistema nº 71.4.4.

## Abito cristallino
La gonyerite cristallizza nel sistema ortorombico nel gruppo spaziale ancora da definire; i parametri reticolari sono a = 5,47 Å, b = 9,46 Å e c = 28,8 Å, oltre a 4 unità di formula per cella unitaria.

## Origine e giacitura
La gonyerite si trova in vene idrotermali che attraversano gli skarn; si trova associata a caryopilite, bementite, berzeliite, barite e granato.
La gonyerite è un minerale piuttosto raro, quindi è stata trovata solo in pochi siti: nel distretto minerario di Långban presso Filipstad (che è la sua località tipo), oltre a che nel distretto minerario di Persberg, entrambi in Svezia; nel Paddy's River Mine nel Territorio della Capitale Australiana (Australia); a Lubecca (nel Schleswig-Holstein in Germania); a Porsgrunn e Larvik (Norvegia); nella municipalità locale di Joe Morolong (Sud Africa); nelle contee di Sussex, di Sierra e di Jefferson (Stati Uniti).
In Italia la gonyerite è stata trovata solo in Sardegna, a Gadoni.